# 広東独立運動

現代の広東独立支持者が使用する代表的な旗である「三色カポック旗」は、海外のデモでも見られる。

広東省 (赤の部分)

広東独立運動（カントンどくりつうんどう、繁体字中国語: 廣東獨立運動、簡体字:广东独立运动）は、広東に広東人が主権を有する独立国家を建設する事を目指した政治運動。略称は粤独（粵獨）。
中国では、康有為の弟子である欧榘甲（後に彼の主張は康有為に反旗を翻した）らがこの考えを提唱した。「広東独立」を主張する人たちのほとんどはインターネットからのもので、海外での中国当局に対するデモで広東独立を表す旗やスローガンを掲げたり、中国国内で行動して中国の警戒を煽ったりする者も存在している。

## 歴史

### 広東独立協会
清朝の裁判所は、多くの対外戦争における賠償金を支払うために領土を割譲した。1901年春、清政府が広東省をフランスに割譲するという噂が流れた。馮斯栾、鄭貫一、李自重、王寵恵、馮自由、梁仲猷ら日本に留学中の広東人学生らは「広東独立協会」という団体を立ち上げ、広東省が清朝からの独立を宣言することを主張した。広東人の運命を決めるのは清政府ではなく広東人である。在日広東華僑からの反響も多く、「参加者は200名を超えた」。設立者らは当時横浜に住んでいた孫文氏を訪ね、交渉方法についても話し合った。ここから日本に留学する広東省の学生と中国復興協会との協力が始まった。協会の設立により、各州の自立の傾向が促進された。この団体は純粋な留学生団体ではないが、留学生がバックボーンとなっている組織であり、事件が「広東省割譲」の噂に端を発し、また同協会が同郷の協会でもあったため、設立後間もなく活動を停止した。

## 広東独立運動を取り上げた作品
日本の右翼作家、宮崎正弘は1999年の軍事小説『中国広東軍、叛乱す!』の中で、日中紛争下での中国南部の分断の陰謀を想像した。鄧小平の死後、中国の混乱により、後継の李炳章政権は紛争を回避するために台湾、南シナ海、インドへの進出を決定し、日本からの米軍撤退もまた、日本における包括的な危機につながった。小説の主人公である日本人女性画家はカシミールを訪れ、広東省とチベットの独立を支援する裏社会と協力する秘密組織に遭遇する。中国は大混乱に陥り、世紀末には東アジアに戦雲が広がった。
広東省の独立の陰謀は、日本のベストセラー軍事小説家森永の二冊の作品で言及されている。森氏は1995年から2003年にかけて出版した軍事小説『新・日本中国戦争』で、鄧小平の死後、中国国内の権力闘争が地域紛争につながるという架空のプロットを描いた。李登輝政権下の台湾独立に対する態度の違いから、広東省当局は独立を宣言した。中国内戦が勃発した。後に架空の2020年代を舞台にした森翼の軍事小説『新編 日本中国戦争 怒濤の世紀』でも、日中軍事紛争の後期に広東省が独立を宣言した。アメリカ。両方の小説の最後では、「広東共和国」の軍隊が米国、日本、台湾とともに中国との戦争に参加する。

## 見解
1912年、日本の学者中島端は『中国分割の運命』という本を出版した。中島氏は、「中国人には省という概念はあるが、国家という概念はない」という章で、中国の各省の人々の特徴は非常に似通っていると信じ、西側諸国による中国の分裂あるいは分断の運命は避けられないと警告した。広東省について中島氏は、「広東人は中国人ではあるが、実は中国人とは気質が大きく異なる。彼らは狡猾で、獰猛で、頑固である」と考えていた。中島氏は、中華民国成立当初は南北の違いや地域間の違いにより共和制の維持が難しく、その後の軍閥時代などのような国家分裂がさらに進みやすかったと考えている。
中国語に堪能な日本の右翼評論家、作家、ジャーナリストであり、日本の「南シナ海問題を考える会」のメンバーでもある宮崎正弘氏は、中国での自身の経験を結び付け、中国は南モンゴル、チベット、南シナ海だけではないと信じている。東トルキスタンだけでなく、広東省、香港、マカオ、福建省、上海も、それぞれ異なる経済圏に分かれているため、すべて独立した可能性があるとしている。宮崎氏は、中国の民族間には大きな違いがあり、広東人は常に強い「反中央と独立の精神」を持っていたと信じている。宮崎氏は、中国の他の地域の世論と中国共産党内の権力闘争の分析を組み合わせて、中国共産党が経済、国境、安定維持などの問題に対処できないため、中国は実際に複数の分裂と、資産流出の可能性に直面していると指摘した。